# 820 v.Chr.
Het jaar 820 v.Chr. is een jaartal volgens de christelijke jaartelling.

## Gebeurtenissen

### Griekenland
- De Grieken stichten een overzeese handelskolonie in Al Mina (Syrië).

### Libanon
- Koning Pygmalion van Tyrus (820 - 774 v.Chr.) bestijgt de troon.

### Assyrië
- Koning Shamshi-Adad V drijft handel met de Perzen in de streek van Persuash ten zuiden van Kermanshah.
- Shamshi-Adad V onderdrukt de opstand van Assur-danin-pal, hij herstelt de onrust in het Assyrische Rijk.

## Overleden
- Belus II, koning van Tyrus